# NGC 2748
NGC 2748 je galaksija u zviježđu Žirafi.

## Vanjske poveznice
- SEDS: NGC 2748